# Felidae (roman)
Felidae är en roman från 1989 av den tysk-turkiska författaren Akif Pirinçci. Huvudkaraktären är en tamkatt som heter Francis. Han undersöker morden på ett flertal katter som har ägt rum i en storstad i Tyskland. Till och med år 2012 så har åtta böcker givits ut av Felidae serien: Felidae, Francis, Cave Canem, Das Duell, Salve Roma!,  Schandtat, Felipolis och Göttergleich. De två första böckerna har översatts till engelska. Den första romanen utkom i svensk översättning av Bo Sköld 1993 på förlaget Wiken (i serien Mysterious Press).
Trots att boken mestadels är en fiktiv berättelse så har Felidae-böckerna diskuterat många relevanta etiska problem och filosofiska frågor. Till exempel så talar böckerna kring förhållandet mellan mänskligheten och djurriket, men även om idén att det finns överlägsna raser inom arter. Av det skälet kan Felidae serien anses vara mer komplex och mångfacetterad än många moderna deckare.

## Mottagande
Felidae blev en bästsäljare i Tyskland. Första gången trycktes endast 7000 exemplar av boken i Tyskland, men på grund av dess popularitet publicerades ännu fler. Globalt har Felidae nu sålt miljontals kopior.

## Filmadaptation
En tysk animerad filmadaption som också benämndes Felidae producerades år 1994 och regisserades av Michael Schaack. Filmen var baserad på den första boken. Filmmanuset var delvis skrivet av Pirinçci och kostade total 10 miljoner mark att göra vilket hittills är det dyraste priset på en animerad film i Tyskland.

## Artikelursprung
Den här artikeln är helt eller delvis baserad på material från engelskspråkiga Wikipedia, Felidae (novel), 19 mars 2015.